# Metamorphoses
Metamorphoses – album twórcy muzyki elektronicznej Jeana-Michela Jarre’a wydany w 2000 roku. Album ten różni się od poprzednich tym, iż Jarre wprowadził elementy wokalne (wykonywane m.in. przez Natachę Atlas i Laurie Anderson).

## Utwory
1. „Je me souviens” – 4:25 (z Laurie Anderson)
2. „C'est la vie” – 7:11 (z Natachą Atlas)
3. „Rendez-vous á Paris” – 4:19
4. „Hey Gagarin” – 6:20
5. „Millions of Stars” – 5:41
6. „Tout est bleu” – 6:01
7. „Love Love Love” – 4:26
8. „Bells” – 3:49
9. „Miss Moon” – 6:08
10. „Give Me a Sign” – 3:49
11. „Gloria, Lonely Boy” – 5:31
12. „Silhouette” – 2:29